# Une nuit mouvementée (film, 1930)
Pour les articles homonymes, voir Une nuit mouvementée.
Pour plus de détails, voir Fiche technique et Distribution.
Une nuit mouvementée ou Nuit (Night) est un court métrage d'animation américain de la série des Silly Symphonies réalisé par les studios Disney, pour United Artists et sorti le 31 juillet 1930.

## Synopsis
Une nuit dans un étang, près d'un vieux moulin, les animaux s'adonnent à la musique.

## Fiche technique
- Titre original : Night
- Autres titres[1] :
  - France : Une nuit mouvementée ou Nuit
- Série : Silly Symphonies
- Réalisateur : Burt Gillett
- Animateur[2] : Les Clark, Jack King, Johnny Cannon, Tom Palmer, Wilfred Jackson, Dave Hand, Norman Ferguson
- Décors : Carlos Manriquez, Emil Flohri
- Producteur : Walt Disney
- Société de production : Walt Disney Productions
- Distributeur : Columbia Pictures
- Date de sortie : 28 avril[3]  ou 31 juillet[1] 1930
  - Annoncée : 28 avril 1930 mais[2] le 31 juillet pour Columbia Pictures
  - Dépôt de copyright : 6 mai 1930
  - Première à New York[2] : 12 au 20 juin 1930 au Capitol en première partie de The Lady of Scandal de Sidney Franklin
- Format d'image : Noir et Blanc
- Musique : Bert Lewis (incertain)[2]
  - Extrait de Clair de Lune (Op. 27 n° 2, 1801) de Ludwig van Beethoven
  - Extrait de Le Beau Danube bleu (1867) de Johann Strauss
  - Extrait de The Glow Worm (1902) de Paul Lincke
  - Extrait de The Mosquito Parade (1879) d'Howard Whitney
  - Extrait de Das Erste Herzklopfen (Le premier battement de cœur, 1883) de Richard Eilenberg
  - Extrait de la musique populaire Rock-a-bye Baby
- Son : Mono
- Durée : 6 min 52 s
- Langue : (en)
- Pays de production :  États-Unis

## Commentaires
Le film évoque une version préliminaire du court métrage Le Vieux Moulin (1937).
Les supports originaux du film possédaient une teinte bleutée afin de renforcer l'effet des scènes nocturnes.
C'est aussi le premier film avec la participation de l'artiste spécialisé dans les décors, Emil Flohri qui apporte son aide à Carlos Manriquez.
Le contrat entre les studios Disney et Columbia Pictures devait s'arrêter le 1er avril 1930 et ne fut annoncé par voie de presse que le 10 avril. Ce film a toutefois été livré que quelques semaines plus tard en raison d'un problème de calendrier provoqué par la plainte de Pat Powers pour abus d'utilisation du système Cinephone.